# 手柄山仁太夫
手柄山 仁大夫（てがらやま じんだゆう、生没年不詳）は、筑前国（現:福岡県）出身の元大相撲力士。最高位は小結。

## 経歴
筑前国出身。竹島甚四郎の弟子。大坂相撲で初土俵を踏み、金碇仁大夫の初名で宝暦4年5月場所にいきなり関脇に附け出され、以降幕内上位を維持する。宝暦8年（1758年）、江戸相撲への進出と前後して姫路藩の抱えとなり、改名。江戸相撲では宝暦12年3月場所で小結に昇進したが、同場所限りで江戸相撲を去る。宝暦15年（1765年）、大坂相撲5月場所を最後に引退。程なくして没した。